# Jean Ganiage
Jean Ganiage, né le 8 juin 1923 au Mesnil-Théribus et mort le 20 janvier 2012 à Vitry-sur-Seine, est un historien et universitaire français. Spécialiste de l'histoire de la Tunisie coloniale et du Beauvaisis, il est professeur à l'université Paris-IV.

## Biographie
Jean Ganiage est originaire de l'Oise, où il fait ses études secondaires, au lycée Felix-Faure de Beauvais. Il poursuit ses études en khâgne au lycée Louis-le-Grand et à la faculté des lettres de Paris, et fait son service militaire en Alsace. Il obtient l'agrégation d'histoire en 1946 puis est professeur d'histoire dans les lycées de Rabat (1946-1949), Tunis (1949-1950) et Beauvais (1950-1952 et 1955-1956). Il prépare sa thèse en étant détaché au CNRS de 1952 à 1955, puis est nommé à l'université de Tunis en 1956 comme maître de conférences. Il soutient une thèse d'État intitulée Les origines du protectorat français en Tunisie (1861-1881) en 1957,, puis est nommé en 1961 comme professeur à la Sorbonne, titulaire de la chaire d'histoire de la colonisation, où il succède à Charles-André Julien. Il est professeur émérite en 1992.

## Activités de recherche et éditoriales
Il s'intéresse à l'histoire coloniale de la Tunisie, à laquelle il consacre sa thèse, publiée sous l'intitulé Les origines du protectorat français en Tunisie (1816-1881), en 1959.
Plusieurs de ses recherches portent sur le Beauvaisis, et notamment sur les questions démographiques, auxquelles il a consacré plusieurs articles et un ouvrage,. Il est membre de la Société française d'histoire des outre-mers et de la Société académique de l'Oise.

## Publications
- Les Origines du protectorat français en Tunisie, 1861-1881, Paris, Presses universitaires de France, 1959, 776 p.
- La population européenne de Tunis au milieu du XIXe siècle : étude démographique, Paris, Presses universitaires de France, 1960, 100 p.
- [ouvrage collectif] L'Afrique au XXe siècle, Paris, Sirey, 1966, 908 p.[9]
- [ouvrage collectif] L'Afrique du Nord au début du XXe siècle, Paris, Sirey, 1966.
- « La Population du Beauvaisis : transformations économiques et mutations démographiques, 1790-1975 », Annales de géographie, vol. 89, no 491,‎ 1980, p. 1-36 (ISSN 0003-4010, lire en ligne, consulté le 2 août 2020).
- Histoire de Beauvais et du Beauvaisis, Toulouse, Privat, 1987, 318 p. (ISBN 2-7089-8260-5).
- Histoire contemporaine du Maghreb de 1830 à nos jours, Paris, Fayard, 1994, 838 p. (ISBN 978-2-213-59191-9)[10].

## Distinctions
- 1994 : prix Robert-Cornevin de l'Académie des sciences d'outre-mer pour Histoire contemporaine du Maghreb de 1830 à nos jours
- 2000 : prix Gustave-Chaix-d'Est-Ange de l'Académie des sciences morales et politiques pour son livre Beauvais au XVIIIe siècle. Population et cadre urbain[11]